# Jan Åström (dansare)
Jan Åström är en svensk dansare, koreograf och regissör samt rektor och konstnärlig ledare på Balettakademien i Stockholm.
Hans repertoar som koreograf och regissör inkluderar produktioner vid Dramaten, Riksteatern samt inom film och TV. Åström har också medverkat i en mängd musikaler som Avenue Q, RENT, Dr Jekyll och Mr Hyde, Mio min Mio, Pippi Långstrump, Tvillingarna från Venedig, Karlsson på Taket och På resa med Moster Augusta.

## Biografi
Jan Åström diplomerades som dansare vid Balettakademien i Stockholm 1984 och grundade kort därefter dansgruppen Bizazz med Roger Johansson, Ulrika Edentun, Gunilla Åberg och Jasmine Wigartz. Där arbetade han som dansare och koreograf för ett antal nöjesproduktioner. Bizazz medverkade i Melodifestivalen 1989 och 1992. I Melodifestivalen 1992 kom gruppen tvåa när de tillsammans med Lizette Pålsson sjöng Som om himlen brann. De uppträdde också i bland annat TV-programmet 24 Karat, på Berns, Cirkus och i Globen samt i en mängd TV-produktioner. 
Under flera år arbetade han i Los Angeles bland annat med Fame och Long Beach Ballet och han har även gjort shower i Las Vegas. 
På 1990-talet grundade Åström Modern Jazz Dans Ensemble, där han som konstnärlig ledare satte upp flera helaftonsverk på Dansens hus, Parkteatern, Dramaten och Riksteatern, samt turnerade både nationellt och internationellt. Han har också arbetat som dansare vid GöteborgsOperan. 
Jan Åström undervisar professionella dansare i jazzdans på elitnivå. 
År 2008 examinerades han vid NGI, Nordisk Gestalt Institut som gestaltterapeut med fördjupning inom grupprocesser och organisationsutveckling.
Jan Åström har varit verksam som regissör och koreograf både internationellt och inom Skandinavien med events som Melodifestivalen, Idol, Guldbaggegalan och Rockbjörnen. Han har också koreograferat till Nobelfesten och till olika danskompanier utomlands.
Jan Åström är sedan 2005 rektor och konstnärlig ledare för Balettakademien i Stockholm.

## Roller/uppsättningar (urval)

### Musikaler
- Parneviks Oskarsparty (med Bizazz) Oscarsteatern, Stockholm
- Sommarnattens Leende Riksteatern, Sverigeturné
- Mio min Mio Dramaten, Stockholm
- Little Shop of Horrors Östgötateatern¸ Norrköping
- Den Sovande Staden Gallerian, Stockholm
- Everyman - 99 Emanuelskyrkan, Stockholm
- Pippi Langströmpe Cirkusbygningen, Köpenhamn
- Världens Bästa Astrid (regi) Oscarsteatern, Stockholm
- Pippi Långstrump (+ bitr. regi) Cirkustält, Sverigeturné
- Dr Jekyll and Mr Hyde Östgötateatern, Norrköping
- Nils Karlsson Pyssling Maximteatern, Stockholm
- Strålande Tider, Härliga Tider Maximteatern, Stockholm
- RENT (koreografi och bitr. regi) Göta Lejon, Stockholm
- Trollkarlen från OZ (koreografi och bitr. regi) Göta Lejon, Stockholm
- Fem Myror är fler än fyra elefanter (regi) Riksteatern, Sverige
- Stars (koreografi och bitr. regi) Göta Lejon, Stockholm
- Karlsson på taket Göta Lejon, Stockholm
- RENT, Göta Lejon, Stockholm
- Avenue Q, Riksteatern och Maximteatern, Stockholm

### Teater
- Typiskt Boulevardteatern, Stockholm
- Pojken och Stjärnan Dramaten, Stockholm
- Resor med Moster Augusta Dramaten, Stockholm
- Pippi Långstrump Dramaten, Stockholm
- Tre Långa Kvinnor Dramaten, Stockholm
- Min Mamma Herr Albin Folkan, Stockholm
- Pippi Långstrump Tältturné
- Tvillingarna från Venedig Dramaten, Stockholm
- Alfons och Trollkarlen (regi) Folkan, Stockholm
- De Saknade av L. Norén Stadsteatern, Stockholm
- Köpenhamn Dramaten, Stockholm
- Nicke och Nilla (regi) Lisebergsteatern, Göteborg
- Karlsson på Taket (regi) Göta Lejon, Stockholm
- Svirr och Snurr och Sommargung - Folkets Hus/Riksteatern

### Show
- ”Red Hot Nite" med Bizazz
- "Det händer" med Bizazz
- ”Bizazz på "Restaurant Humla"
- "Vår Show" Berns Salonger med Bizazz
- "Typiskt” med Bizazz Kägelbanan, Södra Teatern
- "Rock Around the Clock" Kronprinsen, Malmö med Bizazz
- 1995-1998 - "Stjärnklassikt” (koreografi/regi) Konserthuset, Stockholm
- 1996-2006 - ”Stjärnklart” koreografi/regi Konserthuset, Stockholm
- ”Kicki, Bettan, Lotta” regi/ koreografi Rondo, Göteborg och Cirkus, Stockholm
- Abba – The Tribute Globen, Stockholm

### TV
- 1989 - Melodifestivalen med Bizazz SVT, Stockholm
- Kulan (18 program) SVT, Stockholm
- "24 Karat" (30 program) SVT, Malmö
- 1992 - Melodifestivalen med Bizazz SVT, Cirkus
- Mycket Nöje (12 program) SVT, Stockholm
- KulörTv (6 program) SVT, Göteborg
- 1999 – Nobelpriset, koreografi SVT, Stockholm
- 2001 - Melodifestivalen regi/koreografi SVT, Malmö
- 1998, 200, 2001 - Svenska Flaggans Dag Skansen, Stockholm
- 2001 - Filmgalan Cirkus, Stockholm
- 2002 - Filmgalan GöteborgsOperan, Göteborg
- 2003 – Melodifestivalen, SVT
- 2008-2011 - Körslaget, TV4
- 2004-2011 - IDOL, TV4
- 2005, 2006 - Rockbjörnen
- 2004-2009 - Idrottsgalan
- Guldbaggegalan

### Film
- Blueprint
- The Disappearance of Finbar
- F.O.U - Förortsungar - film baserad på Rännstensungar

### Originalverk för Modern Jazz Dans Ensemble
- 1994 - "De tio" Dansens hus, Stockholm
- 1995 -  "Serie" Dansens Hus & Parkteatern
- 1996 - "Menn" Dansens Hus, Stockholm
- 1997 -  "Inspirerat från Porgy och Bess" Kulturhuset, Stockholm
- 1997 - "Menn för kvinnor" Sverigeturné
- 1998 - "Jazz, jävlar!" Dansens Hus, Stockholm
- 1998 - "Serie" SVT – Drama
- 1998  - "Naken" Parkteatern
- 1999 - Stockholms Jazzfestival Musikaliska Akademien
- 1999 - ”De tio” Parkteatern
- 1999 - ”Episoder” Kulturhuset, Stockholm
- 2000 - ”An American In Paris” Elverket, Dramaten
- 2002 - ”Rum 648” Maximteatern, Stockholm
- 2002 - ”Hum, hum – de som far våldsamt fram” Dansens Hus, Stockholm
- 2003 - ”Rum 648” Riksteatern, Sverige
- 2005 - ”Pratadansa” Riksteatern, Sverige

## Utmärkelser
- 2000 - Nominerad till Guldmasken för bästa koreografi
- 2001 - Nominerad till Guldmasken för bästa koreografi till RENT
- 1984 och 2001 - Carina Ari stipendiat